# Eupithecia submelonochroa
Eupithecia submelonochroa là một loài bướm đêm trong họ Geometridae.